# 315년

## 연호
- 서진(西晉) 건흥(建興) 3년
- 성한(成漢) 옥형(玉衡) 5년
- 전조(前趙) 가평(嘉平) 5년 / 건원(建元) 원년

## 기년
- 서진(西晉) 민제(愍帝) 3년
- 신라(新羅) 흘해 이사금(訖解泥師今) 6년
- 고구려(高句麗) 미천왕(美川王) 16년
- 백제(百濟) 비류왕(比流王) 12년